# Crassula (plant)
Crassula is een geslacht van ongeveer 200 soorten uit de vetplantenfamilie (Crassulaceae). De soorten komen vooral voor in Zuid-Afrika, maar ook op Madagaskar en langs de oostkust van Afrika.
Crassula-soorten worden vermeerderd door bladstek of het stekken van takken. In de Benelux worden ze als kamerplant gehouden; de meeste soorten zijn niet of nauwelijks winterhard.
Veelvoorkomend als kamerplant is Crassula ovata.
Bloemformule:  * Ca5 Co5 A5 G5 of  X K5 C5 A5 G5

## Soorten
- Crassula alba
- Crassula alpestris
- Crassula aquatica
- Crassula arborescens
- Crassula ausensis
- Crassula ausensis
- Crassula bakeri
- Crassula barklyi
- Crassula capitella
- Crassula capitella
- Crassula clavata
- Crassula columella
- Crassula columnaris
- Crassula connata
- Crassula cornuta
- Crassula cultrata (Plakkiebos)
- Crassula decidua
- Crassula deltoidea (Gruisplakkie)
- Crassula drummondii
- Crassula dubia
- Crassula elegans
- Crassula erosula
- Crassula exilis
- Crassula exilis
- Crassula falcata
- Crassula globularioides
- Crassula helmsii (Watercrassula)
- Crassula herrei
- Crassula hottentotta
- Crassula lactea
- Crassula longipes
- Crassula marchandii
- Crassula mesembryanthemoides
- Crassula mesembryanthemopsis
- Crassula multicava
- Crassula multicava
- Crassula namaquensis
- Crassula obovata
- Crassula orbicularis
- Crassula ovata
- Crassula pellucida
- Crassula pellucida
- Crassula perfoliata
- Crassula perforata
- Crassula plegmatoides
- Crassula pruinosa
- Crassula pubescens
- Crassula pyramidalis
- Crassula radicans
- Crassula rogersii
- Crassula saginoides
- Crassula sarmentosa
- Crassula schmidtii
- Crassula sieberiana
- Crassula socialis
- Crassula solierii
- Crassula streyi
- Crassula tecta
- Crassula tillaea (Mosbloempje)
- Crassula viridis
- Crassula volkensii

| Crassula soorten |
| --- |
| - Crassula argentea - Crassula columnaris - Crassula cultrata - Crassula garibina - Crassula hystrix - Crassula lactea - Crassula lycopodoides - Crassula nealeana - Crassula nudicaulis var herrei - Crassula ovata - Crassula rupestris - Crassula sarcocaulis - Crassula susannae - Crassula tetragona - Crassula rupestris |

... · 
C. aquatica · 
C. arborescens · 
C. helmsii (Watercrassula) · 
C. ovata · 
C. tillaea (Mosbloempje) · 
...
Adromischus · Aeonium · Aichryson · Chiastophyllum · Cotyledon · Crassula · Diamorpha · Dudleya · Echeveria · Graptopetalum · Greenovia · Hylotelephium (Hemelsleutel) · Hypagophytum · Jovibarba · Kalanchoe (Kalanchoë) · Lenophyllum · Monanthes · Orostachys · Pachyphytum · Perrierosedum · Phedimus (Vlak vetkruid) · Pistorinia · Prometheum · Pseudosedum · Rhodiola · Rosularia · Sedum (Vetkruid) · Sempervivum (Huislook) · Thompsonella · Tylecodon · Umbilicus · Villadia